# Parc Nacional Semenic - Cheile Carașului
El Parc Nacional Semenic - Cheile Carașului (romanès: Parcul Naţional Semenic-Cheile Caraşului) és una zona protegida (parc nacional categoria II UICN) situada al sud-oest de Romania, al comtat de Caraş-Severin. Està situat a les muntanyes Anina i Semenic (grups de muntanyes incloses a les muntanyes del Banat), a la part sud-oest del país, al mig del comtat de Caraș-Severin.
El Parc Nacional del Congost de Semenic-Caraș compta amb una superfície de 35.664,80 ha i va ser declarat àrea protegida per la Llei número 5 del 6 de març del 2000 (publicat a Romania el document oficial número 152 del 12 d’abril del 2000). La zona té una gran riquesa natural (canyons, coves, coves de fosses, dolines, serralades, valls, pastures, boscos) i allotja una gran varietat de fauna i flora amb algunes espècies endèmiques (la flor semènica).
Les zones protegides incloses al parc són: Congost de Caraș (2988,67 ha), Groposu (883,60 ha), Bârzavița (3.406,90 ha), Buhui-Mărgitaș (979 ha), Congost de Gârliște (582,18 ha), Fonts de Caraș (1384,06 ha)), Les fonts de Nera (5012,32 ha), la cova de Buhui (217,64 ha), la cova de Comarnic (26,9 ha), la cova de Popovăț (4,5 ha) i la cova Răsuflătoarei (1,10 ha). El parc conté una de les zones més grans de fagedes verges d’Europa a la reserva Izvoarele Nerei.

## Accés
- Ruta europea E70 - Bucureşti - Craiova - Drobeta-Turnu Severin - Orşova - Topleţ - Carretera nacional DN6 - Mehadia